# はじめてのおてつだい
『はじめてのおてつだい』は、2005年10月28日にStudio Ringより発売されたアダルトゲームである。「はじてつ」と略される。『ななみとこのみのおしえてA・B・C』の続編である。
2008年3月14日、画面解像度を 800×600 に変更し、システムを改良した『はじめてのおてつだい 〜りにゅーある〜』が発売された。
また、2011年1月13日にはDVDPG版が発売されており、本作についても前作や前々作同様「たてすじの殿堂3」と銘打っている。
2016年には『はじめてのおるすばん』『はじめてのおいしゃさん』とともにアニゲマよりAndroid版の配信が開始された。

## 概要
『はじめてのおるすばん』シリーズの事実上第4作。前3作と異なりメイドカフェの経営シミュレーションの要素を加えた。

### 経営シミュレーションゲームパート
プレイヤーはその日の天気を見て提供メニューを決めたり、従業員たちの得意分野や体調をみながらシフトを組んでゲームを進めていく。
一日が終わると、業務日誌がつけられ、来客数と客からの満足度が下される。
定休日にはもらったボーナスで従業員とデートに行くことができる。

## 登場人物
前3作と異なり双子たちの身長･体重･スリーサイズは明確な数値の設定を設けていない。
中原 和彦（なかはら かずひこ）
本作の主人公。居住するアパートの大家から大家が運営するメイドカフェ「カフェ☆ツインズ」の店長代理を頼まれ、大家の娘である双子の姉妹、成瀬あゆかと成瀬まゆかと夏休みの間、店を切り盛りしてゆく。
遠藤宏（『はじめてのおるすばん』の主人公）・井上雅尚（『ななみとこのみのおしえてA・B・C』の主人公）と同じ大学の後輩。
成瀬 あゆか（なるせ-）
声：草柳順子
誕生日：9月12日（おとめ座）／血液型：B型
和彦のいるアパートの大家の娘で、まゆかの姉にあたる。髪を長く伸ばしており、左目は前髪で隠れている。
家事全般が得意で面倒見が良いが、人見知り気味。照れ屋で物静かな性格。また、朝は苦手で朝食はまゆかに作ってもらっている。
成瀬 まゆか
声：安玖深音
誕生日：9月12日（おとめ座）／血液型：B型
あゆかの双子の妹で、髪を短くしている。
天真爛漫で活動的な一方、少し強引なところもある。あゆかの料理が好き。
桃野 ゆうき（ももの-）
声：榊原ゆい
誕生日：10月8日（てんびん座）／血液型：B型
桃野姉妹の姉で、親の事情で「カフェ☆ツインズ」のある町に来た。妹同様ある事情でウェイターの制服を着ている。また、姉妹で俳優として活動していたが、現在は休業しており、復帰を希望している。
子犬のように元気で素直。チョコとサッカーが好き。
桃野 いつき
声：成瀬未亜
誕生日：10月8日（てんびん座）／血液型：O型
桃野姉妹の妹。
いつもぼんやりしているように見えるが、不器用なだけであり実際は努力家でよく気がつく。目を開けたまま眠るのが特技。
宮前 ひとは（みやまえ-）
声：まきいづみ
誕生日：6月20日（ふたご座）／血液型：O型
宮前姉妹の姉。ほかの双子たちの身長が低く設定されている一方、宮前姉妹はそこそこと設定されている。また、姉妹共通の特徴として眼鏡をかけていることがあげられる。
のほほんとした人物である一方、思ったことをすぐ口に出す傾向にある。料理は不得手だが手先は器用。化学に関心があり、趣味で怪しい実験をしている。
宮前 ふたは
声：涼森ちさと
誕生日：6月20日（ふたご座）／血液型：A型
宮前姉妹の妹。
姉の保護者的な発言が多い。真面目で一見きついが案外寂しがり屋。

### ゲストキャラクター
以下の6人はシリーズ過去作からのゲストキャラクターであり、本作では全員成瀬姉妹のクラスメートという設定となっている。
観月しおり（みづき-）
声：あさり☆
双子の観月姉妹の姉。『はじめてのおるすばん』が初出。
観月さおり（みづき-）
声：もっち
双子の観月姉妹の妹。『はじめてのおるすばん』が初出。
朝倉ゆうな（あさくら-）
声：天天
双子の朝倉姉妹の姉。『はじめてのおいしゃさん』が初出。
朝倉まいな（あさくら-）
声：佐々木あかり
双子の朝倉姉妹の妹。『はじめてのおいしゃさん』が初出。
西村ななみ（にしむら-）
声：佐倉凛
双子の西村姉妹の姉。『ななみとこのみのおしえてA・B・C』が初出。
西村このみ（にしむら-）
声：紬叶慧
双子の西村姉妹の妹。『ななみとこのみのおしえてA・B・C』が初出。

## 主題歌
- OP曲『ハートのベルはringringring』
  - 作詞：ましろゆき
  - 作曲・編曲：Angel Note
  - 歌：ましろゆき

## スタッフ
- 原画：こぶいち、むりりん、かねみゃ
- シナリオ：まちゃ吉、ざく
- 音楽：龍造寺真如

## 評価
おたぽるのLeonekoはAndroid版での紹介の際、「舞台がメイドカフェになった結果、従来のシリーズにあったコスプレエッチシーンが薄まったものの、ヒロインが6人に増えたことで十分に補えている」と評価し、経営シミュレーションゲームのシステムが追加されたことでゲーム性が高まったと評した。

## 注
1. ↑  DVDPG版では本作がななみとこのみのおしえてA・B・Cより先に発売された。
2. ↑  Leoneko (2016年4月20日). “はじめてシリーズ最終作！かわいい双子とエッチでクチュクチュなメイドカフェを営んじゃえ！『はじめてのおてつだい』”.  おたぽる. 2016年5月21日閲覧。